# Langt s
Langt s (ſ) er en særlig form for bogstavet s, der tidligere har eksisteret i mange landes alfabeter, men i dag er blevet meget sjældent i almindelig skrift. Det forekommer enkelte steder på f.eks. vejskilte i Tyskland og i firmalogoer. 
Det lange s findes kun som minuskeltegn, som ”lille bogstav”. Dets lydværdi er ganske som det almindelige (runde) s, dets (evt.) brug i forhold til det almindelige s bestemmes af dets placering i ordet, det er altså en positionsbestemt allograf. Reglerne varierer fra sprog til sprog. Da reglerne kan sige, at det ene s skal benyttes sidst i en stavelse, det andet først i en stavelse, kan man i nogle tilfælde afgøre, hvordan et sammensat ord skal læses. 

## Udseende
Udseendet af 'ſ' minder meget om bogstavet 'f', dog er tværstregen ikke ført helt igennem eller mangler helt. Både gotisk skrift (fraktur) og antikvaskriften har haft det lange s. Efterhånden gik det lange s af brug, men det har holdt sig længst på tysk. Derfor forsvinder det efterhånden fra antikvaen, men lever længe i ”de tyske” skrifter. Man kan således støde på langt s i ældre manuskripter og ældre trykte værker, også sat med antikva. Da tegnet er uvant for de fleste moderne læsere, fejltolkes det ofte som et 'f', hvilket kan give forståelsesproblemer og udtaleproblemer. Eksisterende programmer til automatisk tekstgenkendelse kan ikke håndtere tegnet. 

## Ligaturer
Det lange s indgår i nogle ligaturer, som af gode grunde er sjældne i brug. Det indgår i ligaturen 'ß' i det tyske skriftsprog, kaldet scharfes-s eller sz på tysk, idet nogle opfatter ligaturen som et 'ss', andre som et sammenskrevet 'sz'.

## Unicode
Langt s findes i Unicode-tegnsættet, men findes ikke i alle fonte. 
| Tegn | Unicode Position | Unicode UTF-8 | Unicode betegnelse        | Betegnelse                 | HTML hexadecimal | HTML decimal | HTML navne-givet |
| ---- | ---------------- | ------------- | ------------------------- | -------------------------- | ---------------- | ------------ | ---------------- |
| ſ    | U+017F           |               | LATIN SMALL LETTER LONG S | Latinsk småbogstav langt s | &#x017F;         | &#383;       |                  |

## Anvendelse

### Tysk
Den klassiske regel for anvendelse af henholdsvis rundt og langt s på tysk siger:
Det runde s anvendes i udlyden på en stavelse, aldrig i begyndelsen af et ord, en stavelse eller en ordsammensætning.
- ved ordafslutning:
f.eks. das Haus, der Kosmos, des Bundes, das Pils (men: im Hauſe, die Häuſer, das Pilſener)
- i slutningen af forstavelser, som fuge-s og i sammensætninger ved afslutningen af det første delord, også hvis det følgende delord begynder med et langt s:
f.eks. Liebes-brief, Arbeits-amt, Donners-tag, Unterſuchungs-ergebnis, Haus-tür, Dis-poſition, dis-harmoniſch, das-ſelbe, Wirts-ſtube, Aus-ſicht.
- i afledninger med suffixer, der begunder med en konsonant såsom -lein, -chen, -bar og andre. (ikke før bøjningsendelser med  t og i givet fald schwa [ə]):
f.eks. Wachs-tum, Weis-heit, Häus-lein, Mäus-chen, Bis-tum, nachweis-bar, wohlweis-lich, bos-haft (men: er reiſte, das ſechſte, sammenlign med forbindelsen ſt nedenfor).
- som stavelsesudlyd, uden at der behøver forefindes en delordsafslutning, altså også i egennavne:
f.eks. kos-miſch, brüs-kieren, Realis-mus, les-biſch, Mes-ner; Os-wald, Dres-den, Schles-wig, Os-nabrück.
Der findes undtagelser, se nedenfor!

Det lange s anvendes, hvor det runde s ikke anvendes. 
- altid i stavelsesbegyndelseslyd, altså i begyndelsen af stavelser og før vokalen i midten af en stavelse:
f.eks. ſauſen, einſpielen, ausſpielen, erſtaunen, ſkandalös, Pſyche, Mi-ſanthrop (tale-stavelser: Mi-san-throp)
Ligeledes i anlyden til følgestavelser -ſel, -ſal, -ſam: f.eks. Rätſel, Labſal, ſeltſam.
- i lydforbindelserne ſp und ſt (og siden 1901 også ſz), hvis disse ikke er dannet ved fuge-s eller sammensætninger med -t(…):
f.eks. Weſpe, Knoſpe, faſten, faſzinierend, Oſzillograph, Aſt, Haſt, Luſt, einſt, du ſtehſt, meiſtens, beſte, knuſpern; er reiſt, du lieſt, es paſſte [neue Rechtschr.], ſechſte, Gſtaad
- i digrafer, altså bogstavforbindelser, der danner én sammenhængende lyd (ſch, i fremmedord med ſh, også ved dobbelte konsonanter ſſ/ſs):
f.eks. Buſch, Eſche, Wunſch, wünſchen, Flaſh, Waſſer, Biſſen, Zeugniſſe, Faſs (efter ny tysk retskrivning), men: Eschatologie.
Dette gælder også for dobbelt-s opstået ved assimilation: f.eks. aſſimiliert, Aſſonanz.
- foran l, n, r, når et e er faldet bort:
f.eks. unſre, Pilſner men: Zuchthäusler, Oslo, Osnabrück.
- også ved stavelsesafslutning ved stavelsesadskillelse:
f.eks. Weſpe – Weſ-pe, Waſ-ſer, unſ-re.
- altid foran apostrof: ich laſſ’
- i ord som tranſzendieren, tranſzendent osv.. (ſ fra -ſzendieren sluger das s'et fra forstavelsen trans)

I dag er der ikke længere eksakte regler for evt. brug af langt s på tysk.

### Engelsk
I det engelske sprog anvendtes det lange s først og fremmest efter grafiske hensyn. Følgende regel var gældende:
- I slutningen af et ord og før en apostrof anvendtes et rundt s: is.
- Før og efter et f benyttes et rundt s, f.eks. offset, ſatisfaction.
- Før en bindestreg ved linjeskift benyttes langt s, f.eks. i  Shaftſ-bury.
- I det 17. århundrede blev et s foran k og b til et rundt s, f.eks. ask, husband; i det 18. århundrede skrev man derimod  aſk og huſband.
- Ellers anvendes langt s, f.eks. ſong, ſubſtitute.
- ss inde i et ord bliver i kursiv til  ſs, f.eks. aſsure, Bleſsings, men: aſſure.

### Norsk
I mere end 10 norske aviser er langt s med fraktur brugt i avisoverskriften. For eksempel Adresseavisen og Aftenposten.

### Matematik
Integraltegnet {\displaystyle \textstyle \int }, som blev introduceret af Gottfried Wilhelm Leibniz, er afledt af det lange s, og står for det latinske ord summa (sum).